# Toshiharu Sakurai
Toshiharu Sakurai (jap. 桜井 敏治 Sakurai Toshiharu; ur. 3 lipca 1964) – japoński seiyū i aktor dubbingowy związany z firmą 81 Produce. Znany jest z dubbingowania postaci Kudłatego Rogersa w japońskich wersjach filmów i seriali z serii Scooby Doo.

## Wybrane role głosowe

### Anime
- Arslan senki – Inokentis VII
- Bleach – Tatsufusa Enjōji
- Fushigi no umi no Nadia –
  - Hanson,
  - King
- Gigi i fontanna młodości – Cookbook
- Hunter × Hunter – Tonpa
- Maho Girls Pretty Cure! – Isaac
- Mutant Turtles: Superman Legend – Michelangelo
- Naruto – Potcha
- Naruto Shippūden – Gamariki
- Otaku no video – Tanaka
- Super Dan – Osamu Ozaki
- Yu-Gi-Oh! GX – Iwamaru

### Tokusatsu
- Gekisō Sentai Carranger – Kosmiczny Karaluch Goki-Chan
- Denji Sentai Megaranger – Nosorożec Nejire
- Seijū Sentai Gingaman – Bombs
- Kyūkyū Sentai GoGoFive – Garaga
- Ninpū Sentai Hurricanger – Wymiarowy Ninja Futabutabō
- Bakuryū Sentai Abaranger – Trinoid 16: Tsutakotatsu
- Tokusō Sentai Dekaranger – Reversian Bon-Goblin Hells
- Engine Sentai Go-Onger – Jishaku Banki
- Samurai Sentai Shinkenger – Ayakashi Oinogare
- Tokumei Sentai Go-Busters – Wataameloid